# Ramadan Ramadani
Ramadan Ramadani (ur. 15 czerwca 1944 we wsi Caralevë k. Ferizaju (Jugosławia), zm. 9 października 2005 w Prisztinie) – kosowski malarz.

## Życiorys
Szkołę średnią ukończył w rodzinnej miejscowości. W 1967 rozpoczął studia w Instytucie Pedagogicznym w Prisztinie, w zakresie sztuk figuratywnych. W 1969 należał do grona założycieli Stowarzyszenia Sztuk Figuratywnych im. Zefa Kolombiego, które powstało w Ferizaju. Stowarzyszenie organizowało wystawy prac młodych artystów albańskich z Kosowa. W 1974 powrócił do Prisztiny i rozpoczął pracę w Radiu Prisztina jako dziennikarz. W 1990 został usunięty z radia przez lokalne władze serbskie.
W 1977 został przyjęty do grona członków Akademii Nauk i Sztuk Kosowa. W jego dorobku artystycznym dominują pastele i rysunki. Malował głównie portrety, martwą naturę, ale także obrazy z przeszłości Kosowa. Określał siebie mianem realisty, ale skłaniał się także ku surrealizmowi. Bogatą kolekcją jego obrazów i rysunków dysponuje Narodowa Galeria Sztuki Kosowa.